# Tarsoneminae
Sous-famille
Les Tarsoneminae sont une sous-famille d'acariens de la famille des Tarsonemidae.

## Liste des tribus
Selon BioLib (23 octobre 2024) :
- Hemitarsonemini Lindquist, 1986
- Steneotarsonemini Lindquist, 1986
- Tarsonemini Canestrini & Fanzago, 1877
- Pseudacarapini Lin & Zhang, 2002